# Pindarda
Pindarda fou un estat tributari protegit, una taluka feudatària de Baroda, governada per una dinastia rajput vaghela. Tenia 13 km² i una població de 651 habitants. Fou fundada per thakur Balbhadra Singh de la nissaga de Pethapur.

## Llista de thakurs
- Thakur BALBHADRA SINGH
- Thakur HARI SINGH
- Thakur TEJ SINGH
- Thakur JAS KARAN
- Thakur UMMED SINGH
- Thakur SURAJ MAL
- Thakur AMAR SINGH
- Thakur RAI SINGH
- Thakur GAMBHIR SINGH
- Thakur RAM SINGH
- Thakur RATAN SINGH
- Thakur RANJIT SINGH